# William Davidson (lekarz)

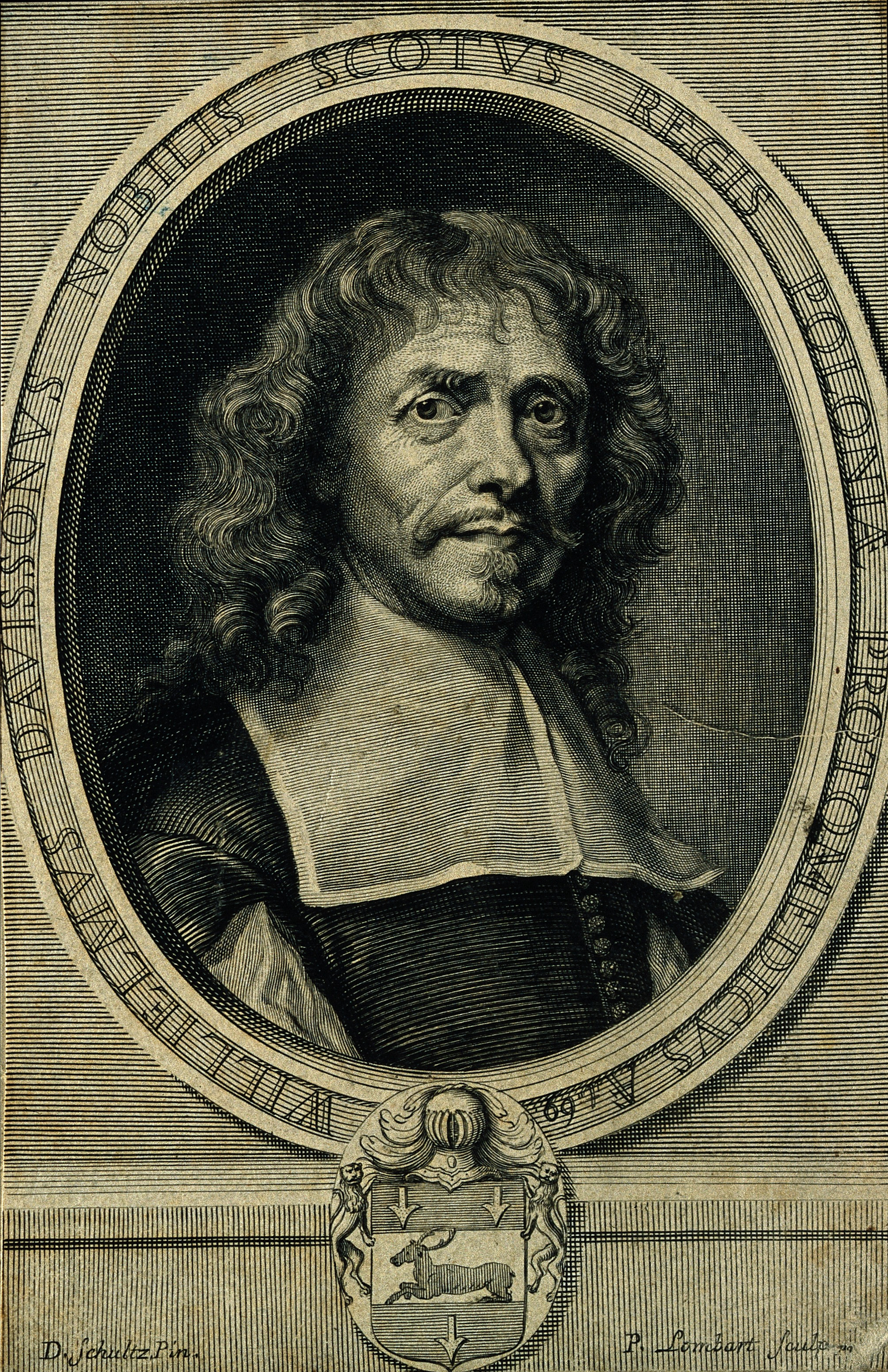

William Davidson (ur. ok. 1593 pod Aberdeen, zm. ok. 1669 we Francji) - był szkockim lekarzem, chemikiem i biologiem. Francuska forma nazwiska to: d’Avisson, w literaturze polskiej też: Wilhelm Davidson.
Davidson urodził się w mocno rozgałęzionej i mocno skłóconej rodzinie szlacheckiej. Około roku 1618 opuścił rodzinny Aberdeen i wyjechał do Francji. Prawdopodobnie w Montpellier studiował medycynę. Od roku 1644 był lekarzem króla francuskiego i od roku 1647 kierownikiem ogrodu królewskiego (Jardin du Roi), w 1648 otrzymał nominację na pierwszego profesora chemii w Paryżu. Jako obcokrajowiec i kalwin był szykanowany przez innych profesorów i zdecydował się na wyjazd z Francji.
W 1651 roku objął funkcję lekarza nadwornego u króla Jana Kazimierza i zarządcy ogrodu królewskiego w Warszawie. Do jego klienteli należeli również magnaci jak np. Jerzy Sebastian Lubomirski, Bogusław Radziwiłł czy też Marysieńka Sobieska. Po śmierci królowej Marii Luizy Gonzagi w roku 1667 zdecydował się wraz z synem na wyjazd do Francji, gdzie zostali przyjęci na służbę u Wielkiego Kondeusza.